# Kinga Baranowska
Kinga Baranowska (Wejherowo, 17 de  noviembre de 1975) es una montañera polaca que actualmente vive en Varsovia.

## Trayectoria
Alcanzó su primer ochomil, el Cho Oyu en octubre del año 2003 y hasta la fecha (mayo de 2009) ha alcanzado seis ochomiles:
- Broad Peak (22 de julio de 2006)
- Nanga Parbat (18 de julio de 2007)
- Dhaulagiri (1 de mayo de 2008) el mismo día que otros varios escaladores, como Iván Vallejo (su 14.º ochomil), Ferrán Latorre, Nacho Orviz, Fernando González-Rubio, Edurne Pasaban (su 10.º ochomil), Gerlinde Kaltenbrunner (su 11.º ochomil), David Göttler, Carlos Pauner (su 8.º ochomil), Marta Alejandre, Asier Izaguirre, Alex Txicon, Muptu Sherpa y la polaca Kinga Baranowska todos ellos alcanzaron la cumbre con vientos de 40 kilómetros por hora, con una tormenta en lo alto.
- Manaslu (5 de octubre de 2008)
- Kangchenjunga (18 de mayo de 2009) como la primera mujer polaca (Equipo Alpinus Expedition, KW Varsovia) alcanzó la cumbre que se encuentra en Nepal, con fuertes vientos, pero el descenso fue muy difícil. Alcanzó la cumbre con Asier Izagirre, Juanito Oiarzabal y Edurne Pasaban; antes había llegado Latorre.

Con anterioridad, había fracasado al intentar el más difícil de los sietemiles, el pico Jengish Chokusu en la cordillera Tian Shan. El 11 de junio de 2007 alcanzó la cumbre del Denali. En septiembre de 2007 intentó subir por vez primera el Dhaulagiri desde la cara noreste, lo que fracasó, y pudo alcanzarlo al año siguiente.